# Krists Neilands
Krists Neilands (født 18. august 1994 i Ventspils) er en professionel cykelrytter fra Letland, der er på kontrakt hos Israel-Premier Tech.
Neilands blev i 2017 og 2018 lettisk mester i linjeløb. Hans hidtidige største sejr i et éndagsløb kom i september 2019, da han sejrede i Grand Prix de Wallonie.